# Jacek Włosowicz

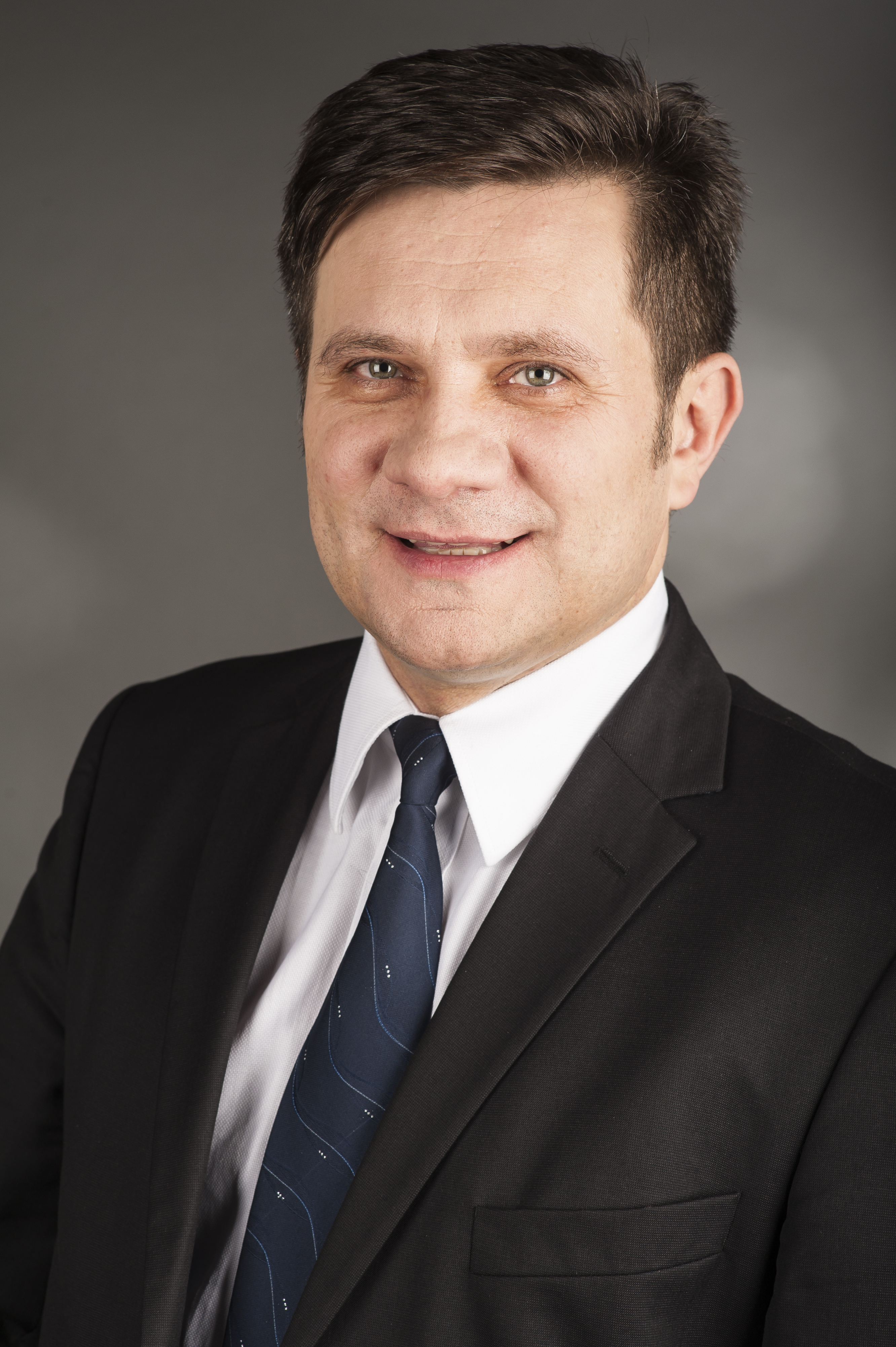
Jacek Wlosowicz (2014)

Jacek Władysław Włosowicz (* 25. Januar 1966 in Skalbmierz) ist ein polnischer Politiker. Er gehörte zunächst der Prawo i Sprawiedliwość an, ehe er 2011 zur Abspaltung Solidarna Polska wechselte.
Włosowicz erwarb an der Technischen Universität Krakau den Titel des Diplom-Ingenieurs und an der Wirtschaftsuniversität Krakau den Magister. Daraufhin leitete er von 1995 bis 2005 eine Werbeagentur. Ab 2001 gehörte er dem politischen Rat der PiS an. Von 2002 bis 2005 saß er im Stadtrat von Kielce und war dort auch Vorsitzender des Haushaltsausschusses. Von 2005 bis 2007 gehörte er dann dem Senat an. 2009 zog er in das Europäische Parlament ein. Nach seinem Parteiwechsel verließ er dort auch die Fraktion der Europäischen Konservativen und Reformisten und wechselte zur Fraktion Europa der Freiheit und der Demokratie. Er gehört außerdem der Interparlamentarischen Union und der Parlamentarischen Versammlung der NATO an.
Wlosowicz ist Mitglied im Haushaltsausschuss und in der Delegation für die Beziehungen zur Arabischen Halbinsel.
Als Stellvertreter ist er im Ausschuss für Landwirtschaft und ländliche Entwicklung, in der Delegation für die Beziehungen zu den Vereinigten Staaten, in der Delegation für die Beziehungen zu den Ländern Mittelamerikas, ebenso in der Delegation für die Beziehungen zu den Ländern Südostasiens und der Vereinigung südostasiatischer Staaten (ASEAN) und in der Delegation in der Parlamentarischen Versammlung Europa-Lateinamerika.